# グエン・コ・タク
グエン・コ・タク（クオック・グー：Nguyễn Cơ Thạch、チュハン： 阮機石、1921年5月15日 - 1998年4月10日）は、ベトナムの政治家、外交官。

## 経歴
本名はファム・バン・クオン（Phạm Văn Cương、范文剛）で、ナムディン省ヴバン県にて1921年5月15日に生まれた。
少年時代に抗仏運動に、やがてベトミンに参加。1954年に第一次インドシナ戦争が終結してベトナム民主共和国（いわゆる北ベトナム）が成立すると外務省に勤務した。以後、省内で頭角を現し1960年に外務次官に就任、1973年のパリ和平協定締結時にはスポークスマン役を務めるなど、徐々に西側諸国にも知られる存在となった。ベトナム統一後は、1979年に外交担当国務相、1980年には正式に外相となった。その後はベトナム共産党の政治局員を経て1987年に副首相を務めている。
インドシナ戦争時代には、第二次世界大戦後にベトミンに参加した元日本軍軍人とともに戦っていた時期もあり、外交を通じて日本に深い理解を示すこともあった。
1979年にボートピープル問題が顕在化してアメリカがベトナムを非難すると、グエン・コ・タクは戦時中の日系人の強制収容を引き合いに出し、「アメリカに批判する資格はない」と切り捨てている。